# Guiscarde de Béarn
Guiscarde de Béarn était la fille aînée de Gaston IV de Béarn, vicomte de Béarn, et de Talèse d'Aragon.

## Vie
Elle épousa Pierre, vicomte de Gabarret, mort en 1119, dont elle eut un fils Pierre Ier de Béarn.
Quand son frère Centulle VI de Béarn décéda en 1134 sans succession, le titre de vicomte passa à Guiscarde, et d'elle automatiquement à son fils (les femmes ne pouvaient pas en principe être vicomtesses). Jusqu'à ce que l'enfant atteigne la majorité, la régence fut assurée par Talèse, mère de Guiscarde, puis par Guiscarde elle-même. En 1147 Pierre fut déclaré majeur, et Guiscarde se retira des fonctions de gouvernement.

À la mort de Pierre Ier en 1153, Guiscarde assuma de nouveau la régence et la responsabilité des enfants de celui-ci, Gaston et Marie, mais elle mourut à son tour en 1154.

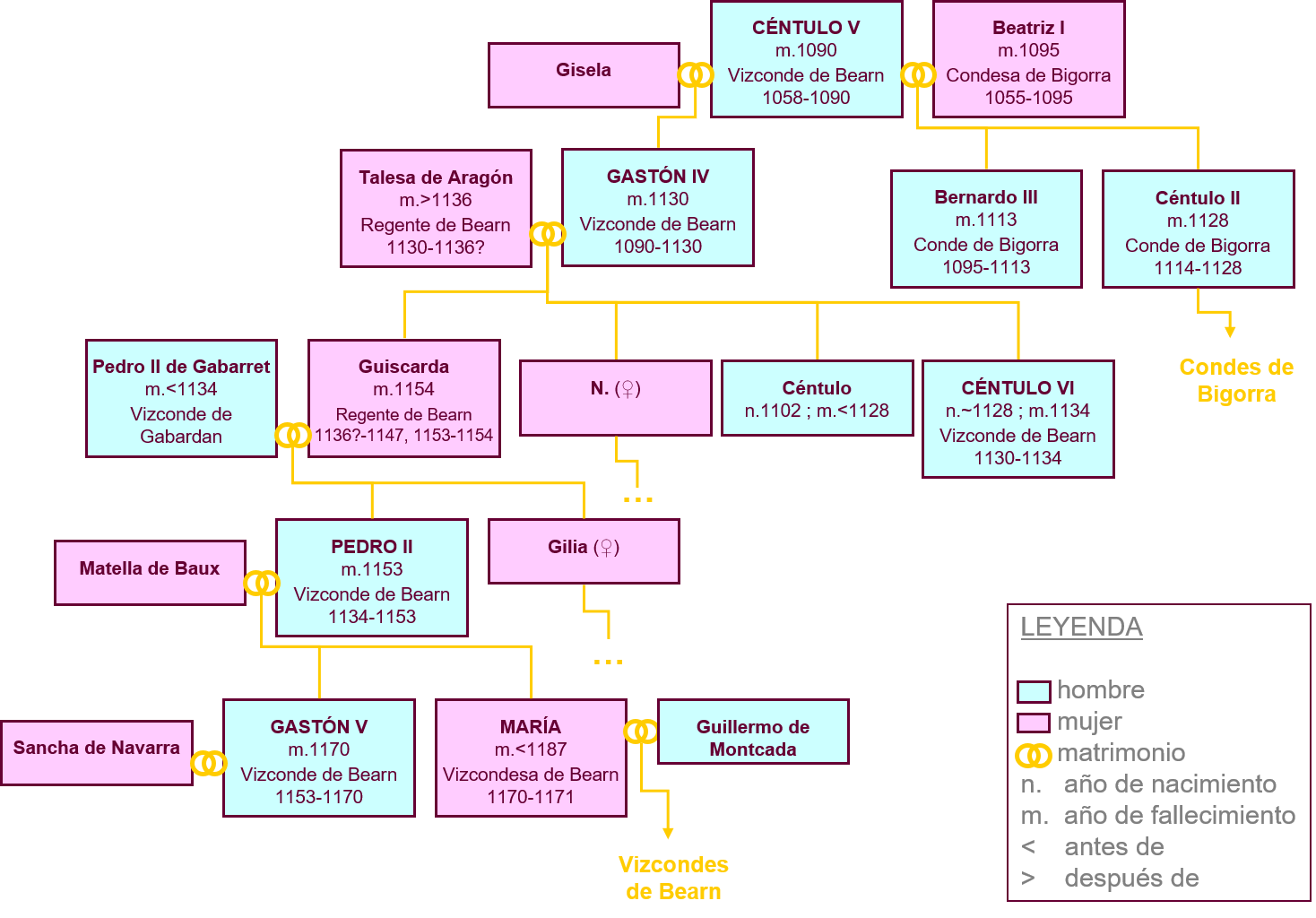
Arbre généalogique de Guiscarde de Béarn.

## Sources
1. ↑  Vicomtes de Béarn, généalogie

- Pierre Tucoo-Chala, Quand l'Islam était aux portes des Pyrénées : de Gaston IV le Croisé à la croisade des Albigeois, Biarritz, J&D Editions, Biarritz, 1994, 285 p. (ISBN 2-84127-022-X)